# Режим 4 августа
Режим 4 августа (греч. Καθεστώς της 4ης Αυγούστου, также известный как режим Метаксаса, греч. Καθεστώς Μεταξά) — диктаторский режим в Греции под руководством Иоанниса Метаксаса с 1936 по 1941 год; некоторыми современными историками характеризуется как тоталитарный и фашистский. Режим заимствовал некоторые идеи у итальянского фашизма, но никогда не превращался в фашизм в полной мере и ориентировался скорее на Британию и Францию, нежели на страны «оси». Не пользующийся популярностью в народе, после смерти Метаксаса в январе 1941 года, режим полностью зависел от авторитета короля. Хотя Греция была оккупирована после немецкого вторжения в апреле 1941 года и греческое правительство было вынуждено отправиться в изгнание в Египет, некоторые видные деятели режима, в частности печально известный начальник службы безопасности Константинос Маниадакис, оставались в течение нескольких месяцев в кабинете министров, пока король не был вынужден уволить их в результате компромисса с представителями старого демократического политического истеблишмента.

## Становление

### Политическая нестабильность межвоенной Греции
Метаксас установил свой режим в первую очередь, чтобы побороть неспокойную социальную ситуацию в Греции в 1930-х, в которой раскол в парламенте разрушил демократический строй. Падение доверия к парламенту было дополнено несколькими попытками переворота; в марте 1935 года путч сторонников Венизелоса провалился, а в октябре выборы усилили роялистов, которые позволили королю Георгу II вернуться в Грецию.
На протяжении всего межвоенного периода, за исключением четырёх лет 1928—1932 годов, вторая Греческая республика страдала от всевозможных проблем (военные перевороты, диктатуры, стагнация госаппарата, экономический кризис, социальные проблемы, банкротство страны и т. д.). 26 января 1936 году состоялись выборы в парламент, результаты выборов привели к тупиковой ситуации, когда две основные фракции того времени — венизелисты (Либеральная партия, Демократическая коалиция, Старый демократический союз Крита, Сельскохозяйственная партия Греции, Сельскохозяйственная демократическая партия) и роялисты (Народная партия, Всеобщий радикальный союз, Партия свободы мнения, Национальная партия реформ) получили 142 и 143 места соответственно. Из-за национального раскола две фракции не смогли договориться друг с другом, что парализовало парламент.

### Путь к диктатуре
По инициативе Компартии Греции ещё в 1934 году был создан Народный фронт, который имел 15 мест в парламенте. В конце выборов КПГ провела переговоры как с Народной партией, так и с Либеральной партией. Наконец, 19 февраля 1936 года между либералами и Народным фронтом было тайно подписано соглашение Софули-Склаваина. На практике этот договор означал, что КПГ и Либеральная партия сформировали Народный фронт, как это было определено стратегией Коминтерна в то время. 2 марта состоялось первое заседание парламента, и депутаты приняли установленную присягу. Законодатели от KПГ сделали заявление, в котором говорилось, что члены Народного фронта не связаны клятвой, которую они принесли. На втором заседании парламента 6 марта состоялось голосование по избранию спикера парламента. Депутаты КПГ, основываясь на соглашении Софули-Склаваина, проголосовали за Софулиса в качестве спикера. За этим последовали интенсивные споры между депутатами.
5 марта 1936 года Иоаннис Метаксас был назначен министром обороны в правительстве Константиноса Демерциса. 14 марта он вступит в должность министра авиации и заместителя премьер-министра. После смерти премьер-министра, 13 декабря король Георг назначил временного исполняющего должность премьер-министра Иоанниса Метаксаса, тогда известного сторонника диктатуры. 27 апреля, после заявлений Иоанниса Метаксаса, парламент принял вотум доверия правительству Метаксаса: 241 голос за, 16 против и 4 воздержавшихся. Депутаты от КПГ и Георгиос Папандреу проголосовали «против». 30 апреля парламент приостановил свою работу до 30 сентября, разрешив правительству управлять страной с помощью законодательных положений, при условии, что за этим будет наблюдать парламентский комитет из 40 членов. Смерть великих политических деятелей в первой половине 1936 года (Георгиос Кондилис, Элефтериос Венизелос, Панагис Цалдарис, Константинос Демерцис) сыграла ключевую роль в установлении диктатуры Метаксаса. После расстрела бастующих в Салониках, 9 мая 1936 года было опубликовано воззвание ЦК КПГ и парламентской фракции Народного фронта, в котором осуждались преступные действия правительства и содержался призыв к народу и армии подняться на борьбу. Кровавые события в Салониках в мае 1936 года стали катализатором для переворота, поскольку буржуазные партии опасались революции, которая могла привести к свержению власти и установления коммунистического режима на подобии сталинского СССР. После этих событий Иоаннис Метаксас поднял вопрос о диктаторском правлении на встрече с королём. Чрезвычайные меры применялись в рамках растущей интенсивности в международных отношениях и надвигающейся угрозы европейского конфликта. Константинос Маниадакис, в своей предвыборной речи на выборах 1950 года заявил, что диктатура была навязана по внешним причинам. Реакция буржуазных партий на диктатуру была спокойной, потому что ранее были предприняты попытки навязать диктатуру другими политиками (включая Венизелоса), а отмена парламентских институтов считалась допустимой, чтобы страна могла вернуться к нормальной жизни.

### Введение диктатуры
Вечером (22:00) 4 августа 1936 года Метаксас отправился во дворец, чтобы встретиться с королём Георгом. Вместе с ним были готовы указы о приостановлении действия некоторых основных статей конституции и роспуске парламента по случаю всеобщей забастовки, объявленной профсоюзами 5 августа совместным решением профсоюзов рабочих. В ту же ночь в министерстве иностранных дел Метаксас созвал экстренное заседание кабинета министров. Несмотря на реакцию и отставку некоторых министров, Метаксас сумел приостановить действие важных статей Конституции и при поддержке короля установил диктатуру 4 августа.
Метаксас писал в своём дневнике:
4 августа Греция стала антикоммунистическим государством, антипарламентским государством, тоталитарным государством. Государство основано на сельском хозяйстве и труде, а следовательно, на антибогаче. Конечно, у неё нет определенной партии, чтобы управлять. Но в партии были все люди, кроме непоправимых коммунистов и старых реакционных членов партии.

## Характер и идеология режима

### Национализм и третья греческая цивилизация
Режим 4 августа можно охарактеризовать как националистический, тоталитарный и патерналистский. Примером того может послужить введение заместителем министра общественной безопасности Константиносом Маниадакисом политической полиции асфалии, которая задерживала политических оппонентов режиму. Несмотря на влияние фашизма и нацизма, режим 4 августа не полностью совпадает с режимами нацистской Германии и фашистской Италии. Как и в большинстве других тоталитарных режимов, режим 4 августа принял сильную националистическую программу: хотя Метаксас был против вторжения в Малую Азию как компонента Великой идеи, он использовал яркую националистическую риторику в отношении греческих меньшинств в соседних странах и в ответ на угрозы со стороны соседей Греции в условиях, когда Юго-Восточная Европа оставалась нестабильной. Однако он не принял расовую дискриминацию нацизма. Более того, в отличие от фашизма и нацизма, диктатура Метаксаса не приобрела широкой народной базы, несмотря на свои усилия, и не имела радикальной основы. Другим важным отличием был антиимпериалистический дискурс режима Метаксаса.
Был под влиянием диктатуры Салазара в Португалии (с 1933 год) и военного режима «Estado Novo» в Бразилии (с 1930 год). Кроме того, в официальной речи Метаксаса часто упоминались Греция как «новое государство», наряду с другими характерными риторическими признаками, такими как «патриотизм, вера, семья» и т. д. Корни «нового государства» Метаксас искал в истории Греции. Он полагал, что эллинский национализм придаст новую жизнь «языческим ценностям Древней Греции, особенно Спарты, наряду с христианскими ценностями Ромейской империи». Древняя Македония также прославлялась как первый политический объединитель эллинов. Попытка сделать диктатуру общепризнанной и привить её идеологию молодёжи заключалась в создании «Национальной молодёжной организации Греции». Минойский двойной топор был выбран как символ молодёжи, считаясь «символом первой цивилизации Греции». Однако членство не было обязательным.

### Монархия
Поддержка монархии рассматривалась как символ национального единства и была ещё одной из главных черт диктатуры. Метаксас также пытался изобразить себя в качестве единственной надежды на спасение разделенной нации, в то время как враждебно относился к «устаревшему делению на партии» и парламентской тактике прошлого.

### Цензура
В соответствии с логикой общественного контроля режим продолжал налагать широкую цензуру на прессу, одновременно запрещая запись и распространение песен ребетика, которые содержали криминальное арго и включали в себя много турецких слов.

### Искусство и язык
Другим направлением политики был греческий язык (в умеренной форме, конечно[уточнить]). Поэтому были предприняты шаги, чтобы ввести всеобщее образование. В 1939 году Манолису Триандафиллидису было поручено издать грамматику на димотике — «Новогреческая грамматика».
Метаксас обладал богатой духовной культурой и художественными интересами. Предполагается, что эти черты он приобрёл во время обучения в Германии и ссылки во Франции и Италии (1917—1920 годах), поскольку его семья не была богатой. Во время своего пребывания в должности он продолжал следить за художественными событиями в Афинах, по словам Пантелиса Превелакиса, директора по изобразительным искусствам в годы режима 4 августа. Режим 4 августа не стремился использовать искусство и художников для производства пропагандистских работ, как это было в других межвоенных режимах. Отсутствовало министерство пропаганды. Режим держался на равных расстояниях от художественных течений того времени, запрещая только те, что были идеологически против него. Показательно, что продолжал свободно существовать жанр сюрреализма. Взгляды режима на искусство, и в частности на живопись, были представлены в дискуссии режима с группой художников (Викатос, Прокопиу и т. д.) в 1937 году. Провластные деятели искусства выражали свою обеспокоенность по поводу того, что некоторые должностные лица режима потакают «деструктивным силам в художественном направлении, усиливая футуризм». Метаксас не поддерживал одно определённое художественное движение. Он считал, что искусство — это в основном инструмент культуры и лишь косвенный инструмент пропаганды. Однако он считал, что «только глава правительства» должен координировать политику в области искусства. В начале 1937 года он занялся вопросами культуры во вновь созданном Министерстве печати и туризма. Также в министерстве религии и национального образования создали Дирекцию писем, изобразительных искусств и государственных сцен с директором Костисом Бастиасом. В марте 1938 года тот открыл «Пангелленическую художественную выставку», в рамках которой режим хотел поставить художественную деятельность под эгидой государства.

### Гимн режима
Широко распространено мнение, что известное стихотворение «почему люди радуются и улыбаются, папа?» было написано писателем Тимо Мораитини, чтобы восхвалить режим 4 августа. Однако, согласно утверждению сына Моратини, Георга, но также с публикациями-опровержениями афинской прессы с 1966 года до недавнего времени 25 марта, которые были посвящены стихотворению, власть использовала стих без ведома автора гимна для режима 4 августа. Затем музыку для гимна написал главный музыкант Вооруженных сил Герасим Френ. Исполнение «Гимна 4 августа» для Тимоса Мораитиниса является исторической неточностью.

## Экономическая политика
По крайней мере, с начала XX века греческое государство проводило политику контроля и вмешательства в экономику, особенно сельское хозяйство. Государственное вмешательство проявилось в создании ряда государственных организаций, либо министерств. «Сельское хозяйство» в 1917 году, «Автономная организация изюма» в 1925 году, «Сельскохозяйственный банк» в 1929 году и т. д. Венизелос с 1928 года признал необходимость сильного государственного вмешательства. Это стало более необходимым после экономического кризиса 1929 года, который затронул Грецию в начале 30-х годов. Экономическими целями государства были самодостаточность, защита и развитие экономики. Большая часть политической сцены, включая некоммунистических левых, Папанастасиу принял государственное вмешательство по мере необходимости. Переход от парламентского к диктаторскому режиму 4 августа не сопровождался изменением экономической политики. Это продолжалось без существенных изменений в учреждениях, и даже отдельных лицах. Так произошло продолжение государственного вмешательства. Индивидуальные вмешательства имели идеологическую коннотацию, по крайней мере, на уровне речи. Например, режим изображается как защитник рабочих и фермеров.
Одной из главных целей диктатуры 4 августа был отказ от старой капиталистической системы и замена её корпоративной экономической системой в целях укрепления национального и социального единства. Эта идея «прекрасно гармонировала с убеждениями Метаксаса в социальной и национальной солидарности, а также его неприятием индивидуализма и классовой борьбы». План создания корпоративного государства был воплощён в первые дни существования режима в публичных заявлениях Метаксаса и правительственных министров.
С этой целью вице-премьер и министр финансов Константинос Завицианос «опубликовал сведения о горизонтальной (по отраслям производства), а не вертикальной (по социальному классу), синдикалистской организации» государства. Однако из-за конфликта с Италией этот план пришлось временно отложить, в результате чего он так и не был полностью реализован.
Правительство Метаксаса, изначально непопулярное, также приобрело популярность благодаря тщательно разработанной программе социализации греческой экономики, включающей:
- Пособие по безработице;
- Декретный отпуск;
- Пятидневная, 40-часовая рабочая неделя;
- Гарантированный двухнедельный оплачиваемый отпуск (или двухнедельный двойной заработок вместо отпуска);
- Более строгие стандарты безопасности труда;
- Многие элементы этой программы сохраняются в экономической политике Греции. Режим Метаксаса основал рабочий центр (Εργατικό Κέντρο), который был создан, чтобы заботиться о жилье и отдыхе рабочих среди прочего.

Режим 4 августа первоначально стабилизировал драхму, которая страдала от высокой инфляции. Используя вновь обретенную прочность валюты, правительство Метаксаса приступило к осуществлению крупных программ общественных работ (таких как Международный аэропорт Элиникон), включая строительство дренажных систем, железных дорог, улучшение состояния обычных дорог, модернизацию телекоммуникационной инфраструктуры.
Экономическая программа Метаксаса увенчалась первоначальным успехом, с заметным ростом дохода на душу населения и временным снижением безработицы в Греции между 1936 и 1938 годами (безработица резко возросла после 1938 года). Воспользовавшись этим успехом, правительство приняло меры по облегчению долгового бремени фермеров и установило минимальные цены на некоторые сельскохозяйственные товары для перераспределения богатства в сельскую местность.
Кроме того, в законодательном секторе также происходили изменения, так греческий гражданский кодекс был окончательно завершён комиссией юристов — этот план ждал завершения со времен короля Оттона.
В 1925 году греческое государство подписало соглашение с бельгийской компанией «Societe Commerciale de Belgique (Socobelge)» о строительстве железнодорожных объектов. Соглашение было ратифицировано законом 6-10-1925 (Правительственная газета 294 A'/8-10-1925). Стоимость проекта изначально оценивалась примерно в 21 миллион долларов. Оплата должна была производиться золотом за деньги, которые компания предоставит греческому государству. В 1932 году из-за экономического кризиса греческое государство отказалось от «золотого правила» и приостановило выплату кредита. Обе стороны прибегли к международному арбитражу. 25 июля 1936 года Арбитражный комитет принял решение, согласно которому долг греческого государства составлял 6 771 868 золотых долларов с процентной ставкой 5 %. Тем не менее, греческое государство не платило по частям кредита, заявив, что оно не будет платить золотом. Серия бесплодных переговоров началась в декабре 1936 года, а в 1937 году дело было передано от бельгийской компании правительству Бельгии. Последнее в одностороннем порядке обратилось в Постоянный международный суд с просьбой признать, что Греция нарушает международное право. В ходе процесса греческая сторона согласилась с существованием долга, но утверждала, что из-за финансовых трудностей (форс-мажорных обстоятельств) она не смогла его погасить. После двухмесячного процесса, в котором правительство Греции настаивало на своих позициях, правительство Бельгии заявило, что оно рассматривает Грецию платежеспособной, а также рассчитывает на традиционную дружбу между двумя государствами. После этого 15 июня 1939 года Суд отклонил ходатайство Бельгии и направил Грецию и бельгийскую компанию на решение Арбитража 1936 года. После Второй мировой войны и в то время, как часть помощи по плану Маршалла предоставлялась Греции через бельгийские банки, Socobelge снова попыталась потребовать деньги от суммы этой помощи. С вмешательством Соединенных Штатов бельгийскую компанию убедили к дружественному урегулированию спора с Грецией.

## Преследования

### Ожесточённый антикоммунизм
Главной особенностью диктатуры 4 августа был ожесточённый антикоммунизм, а его навязывание основывалось на «коммунистической угрозе». Преследование коммунизма было систематическим и направлено на его исчезновение. Коммунистическая партия была практически уничтожена недавно созданным Министерством безопасности во главе с Константиносом Маниадакисом. Диктатура преследовала КПГ, арестовывая и пытая её членов беспрецедентными методами (касторовое масло, острый перец, лёд, фаланга, кастрация и другое) и убивая других, кого не удавалось схватить. Коммунисты Христос Мальтезос, Никос Валианатос, Митсос Марукакис, Лисандрос Милиарезис, Стефанос Ласкаридис, Павлос Ставридис и другие были убиты во время диктатуры 4 августа. Митсос Марукакис, главный редактор газеты «Ризоспастис», был сброшен с крыши отделения министерства безопасности в Пирее 13 октября 1936 года, старый профсоюзный активист Никос Валианатос был застрелен силами безопасности Афин 9 августа 1939 года, их убийства были приписаны министерством безопасности к самоубийству. Однако не было организованного плана массовых казней коммунистов, как, например, в случае с Франко в Испании.
С самого первого дня режим закрыл «Ризоспастис» и развязал первую волну арестов членов и руководителей KПГ (Василий Верверис, Манолис Манолеас и т. д.). В сентябре 1936 года он арестовал и заключил в тюрьму лидера КПГ Никоса Захариадиса на Корфу в знаменитой тюрьме «Актина I». До середины 1938 года многие лидеры КПГ были арестованы, в то время как в 1939 году аресты усилились, и лишь немногие лидеры избежали ареста (единственным незарегистрированным членом КПГ был Дамиан Лайнер). Самая большая группа коммунистов, около 600 человек, была заключена в тюрьму Акронафплия с весны 1937 года. Кроме того, многие руководители и члены КПГ были перемещены на небольшие острова Ай-Страти, Анафи, Фолегандрос, Кимолос, Гавдос и в другие места. К концу 1939 года всего несколько членов КПГ остались непойманными. КПГ по существу не существовало.
Метаксас, сам фанатичный антикоммунист, сплотил вокруг себя некоторых из самых крайних антикоммунистов, таких как Константинос Маниадакис и Теодорос Скилакакис, Костас Коциас, И. Диакос и другие. Кроме того, диктатура отправила некоторых сотрудников службы безопасности (включая Спироса Паксиноса) в гестапо в нацистскую Германию, чтобы обучить их навыкам преследования и выявления коммунистов.
Режим укрепил свой правовой арсенал новыми законами, такими как Закон 117/1936 «О мерах по борьбе с коммунизмом». По данным Министерства безопасности, к 1940 году 47 000 коммунистов представили «заявления о раскаянии и осуждении коммунизма», а около 50 000 были арестованы.

### Изгнание профсоюзных активистов и демократически настроенных граждан
Режим продолжал преследовать некоммунистов, демократов, профсоюзных активистов, политических оппонентов и диссидентов, часто прибегая к депортации на Эгейские острова, используя закон Венизелоса 1929 года о равном правосудии, но также и закон № 117 1936 года. Преследование приобрело огромные масштабы: бывшие профсоюзные деятели, учителя и государственные служащие были уволены и привлечены к ответственности. Дух подчинения подозреваемых культивировался, а затем был введён «сертификат социальной мудрости» для набора на государственные службы и для поступления в военные училища.
Политические партии были запрещены, политики были сосланы или помещены под домашний арест, профсоюзы были расформированы, а пытки стали обычным явлением в полицейских участках. Условия жизни ссыльных были настолько плохими, что некоторые умерли от болезней и других недугов. Среди них бывший премьер-министр Андреас Михалакопулос. Характерной чертой данных действий является то, что «Генеральная конфедерация греческих работников» была распущена и заменена «Национальной конфедерацией» под председательством министра труда Аристида Димитратоса. Кроме того, режим был вовлечён в события церкви Греции, и королевскими указами король ввёл выборы архиепископа Афин и всей Греции.

### Сожжение книг
Одним из первых актов диктатуры было сжигание разного рода литературы, конфискованной из книжных магазинов, агентств и домов задержанных. Книги сжигались в общественных местах членами провластных организаций, должностными лицами и проплаченными людьми, которыми были греческие и иностранные авторы. Помимо произведений Маркса, Энгельса, Ленина, Плеханова и других классиков коммунизма, также сжигались произведения Горького, Достоевского, Толстого, Гёте, Дарвина, Фрейда, Анатолия Франса и других. В газетах от 16 августа 1936 года было сказано следующее:
«Греческая студенческая молодёжь города Пирея будет проводить уничтожение огнём целой серии коммунистических публикаций в следующее воскресенье в 8 часов вечера и на площади Пасалиманиу в Пирее, все патриотические молодые люди приглашаются прийти на площадь Терпситен поучаствовать в шествии.»
Согласно исследованию (Георгия Контоу, кандидатская диссертация 2013), режим 4 августа счёл существующие учебники удовлетворительными и разрешил их распространение, поскольку они в значительной степени выражали идеологические принципы режима. В 1939 году были опубликованы новые учебники для начального и среднего образования, чтобы более полно выразить идеологические принципы режима. Новые учебники подчеркивали национальное мышление, древнюю историю и мифологию и верховенство национальных интересов над человеком. Но выражения фанатизма и воинственного насилия были редки. Даже вооруженные силы изображались готовыми защищать Родину, а не захватывать другую территорию.

### Национальные меньшинства
Этнические (в основном славянские) и религиозные меньшинства подвергались притеснениям при правлении Метаксаса . Режим, однако, был относительно терпим к греческим евреям, отменив антисемитские законы предыдущих режимов. Большая община сефардских евреев присутствовала в районе Салоник, который был аннексирован Грецией в 1913 году, и евреи были в основном в оппозиции к Венизелизму. Метаксас был решительно настроен против ирредентистских фракций славянофилов Северной Греции (состоящих из македонян и болгар, главным образом в греческой Македонии и Фракии), некоторые из которых подвергались политическим преследованиям из-за пропаганды ирредентизма в отношении соседних стран.
Режим Метаксаса продолжал подавлять использование славянских языков как в общественном, так и в частном использовании, а также выражение славянской культурной самобытности. Однако, несмотря на свою предполагаемую нелояльность, славяноязычные греки отождествляли себя с греческим государством и яростно сражались за Грецию на итало-албанском фронте. Опять же, в отличие от некоторых тоталитарных режимов, никаких массовых убийств никогда не было и нет никаких доказательств того, что они были вообще запланированы.

### Политзаключенные
29 октября 1940 года, на следующий день после объявления греко-итальянской войны, группа из 600 заключенных коммунистов Акронафплии направила меморандум правительству Метаксаса и потребовала отправить всех заключённых на фронт для борьбы с захватчиками. Меморандум от имени политзаключенных подписали члены КПГ Иоаннидис и Теос. 6 и 13 ноября были отправлены ещё два письма, которые также были отклонены Метаксасом, который требовал от задержанных сначала подписать заявление о раскаянии перед их освобождением.
Также заключённые с островов Киклады (Фолегандрос, Кимолос, Анафи) требовали от Министерства безопасности отправить их на фронт: мужчин на передовую в качестве солдат, а женщин в качестве медсестёр. После отрицательного ответа заключённые перед лицом опасности попасть в руки захватчиков после разгрома греческой армии решили бежать частично группой, частично индивидуально.
Одним из самых мрачных моментов диктатуры 4 августа был захват всех политических заключенных немецкими и итальянскими оккупантами, в результате чего многие из них были позже казнены захватчиками.

## Внешняя политика
В области внешней политики Метаксас пытался балансировать между Великобританией, которая была доминирующей военно-морской державой в Средиземном море и к которой были направлены симпатии короля, и Германией, с тоталитарным режимом которой была не только идеологическая связь, но и очень тесные экономические связи. Реальность Европы 1930-х годов заключалась в том, что безопасность Греции зависела не столько от Германии, сколько от её традиционного защитника, Соединенного Королевства, которая была великой державой, доминирующей в восточной части Средиземного моря со своим флотом. Кроме того, грандиозные планы итальянского лидера Бенито Муссолини по созданию новой Римской империи в Средиземном море прямо противоречили греческим притязаниям на контроль над Эгейским морем и Додеканесскими островами (к тому времени находившимися под итальянским контролем) и на усиление влияния в Албании. Уже в 1936 году Греция полностью присоединилась к британцам.
Важную роль сыграл отказ Метаксаса от возобновления пакта Венизелоса-Титони (1928 года) о греко-итальянской дружбе в 1938 году, за год до начала греко-итальянской войны. Несмотря на экономическое влияние, которую оказывала Германия на Грецию, она не обладала монополией в экономике Греции, так как это место занимали 3 западные державы (Британия, Франция, США). На них приходилось 70 % иностранного капитала, в то время как на Германию и Италию — от 5 % и 4,5 % соответственно. Британцы также приняли нейтральную позицию Греции из-за их неспособности оказать существенную военную поддержку. Типичным примером тесных отношений, существовавших между двумя правительствами, является тот факт, что Метаксас в 1938 году предложил британскому правительству заключить оборонный союз, от чего британское правительство дипломатически отказалось, поскольку у него не было причин сомневаться в позиции Греции в надвигающейся войне. Напротив, отношения с правительством Германии были формальными, поскольку Греция получала много выгод от финансовых вложений немцев. Позиция Италии из-за постоянных вызовов также сыграла важную роль в дипломатических отношениях между двумя странами. Факт гибели Элли ознаменовал конец дружеских отношений со странами Оси.
Еще одним важным аспектом внешней политики режима было продолжение добрых отношений и сближение с Турцией, которое началось в годы правления Элефтериоса Венизелоса на посту премьер-министра. Дополнительной причиной, которая способствовала этой политике, было итальянское присутствие на Додеканесе в Эгейском море.

## Прекращение существования
Поскольку напряженность и угроза войны возросли в Европе непосредственно перед Второй мировой войной, ситуация была почти точно такой же, как и перед Первой мировой войной, когда Греция имела сильные прогерманские симпатии в правительстве, но её безопасность зависела от Великобритании. Большинство наблюдателей ожидали, что Греция попытается сохранить нейтралитет. Метаксас действительно пытался сохранить строгий нейтралитет, но итальянский экспансионизм в конечном итоге привёл к итальянскому ультиматуму, а потом греко-итальянской войне. Однако греческие войска полностью отразили итальянское вторжение и вернули итальянских солдат обратно в Албанию, где началось вторжение. Фактически, некоторые территории в Албании, где проживает греческое меньшинство, были объявлены «объединенными», и планы Метаксаса состояли в том, чтобы объединить их с остальной Грецией.
Метаксас скоропостижно скончался в январе 1941 года при невыясненных обстоятельствах. Его смерть породила надежды на демократизацию его режима и восстановление парламентского правления, но король Георг подавил эти надежды, когда он сохранил механизм режима на месте. Тем временем Адольф Гитлер был вынужден перебросить нацистские войска, чтобы спасти Муссолини от поражения и начал вторжение в Грецию через Югославию и Болгарию 6 апреля 1941 года. После прорыва греческой оборонительной линии и разгрома основных греческих сил в апреле 1941 года премьер-министр Александрос Коризис покончил жизнь самоубийством, а король Георг назначил премьер-министром Эммануэля Цудероса.
Несмотря на британскую помощь, к концу мая нацисты захватили большую часть страны. По мере продвижения нацистских войск правительство двинулось сначала на Крит, где они оставались до конца битвы за Крит. Режим 4 августа рухнул 29 мая 1941 года. Правительство же перебралось в Королевство Египет в Каир, где было создано греческое правительство в изгнании. Альтернативное направление на Кипр было отвергнуто британцами, которые опасались, что это может усилить греческие претензии на остров. Из Египта король Георг отправился в Кейптаун, а затем в Лондон. Из Лондона в октябре 1941 года он издал проект закона «Об организации государственной власти» по тем вопросам, которые «в силу обстоятельств непреодолимой силы Конституция 1911 года не могли быть полностью реализованы», тем самым признав её формальную силу: король получил право назначать премьер-министра и по его предложению, членов правительства, король стал осуществлять законодательную власть посредством издания обязательных указов по предложению правительства и судебную по средствам «специальных судов». Чтобы не противоречить риторике союзников о борьбе за суверенитет и демократию, выраженной в Атлантической хартии, новый проект закона от 4 февраля 1942 года объявил декрет от 4 августа 1936 года, который приостановил действие различных прав и свобод, недействительным.
Тем временем в Греции державами Оси было приведено к власти фашистское марионеточное правительство.

### ERT цифровые файлы
- δικτατορία της 4ης Αυγούστου 1936—1940 (Документальный файл ERT).
- δικτατορία της 4ης Αυγούστου 1936—1940 (Документальный файл ERT).
- Απριλίου-4η Αυγούστου-Σχέσεις στοργής (Документальный файл ERT).
- Αποκαλυπτήρια προτομής του Ιωάννη Μεταξά από τον Υπουργό Δημοσίας Τάξης Παναγιώτη Τζεβελέκο στη Νίκαια (Хронология от Национального аудиовизуального архива Греции).
- Ο Υπουργός Κοινωνικών Υπηρεσιών Ιωάννης Λαδάς αποκαλύπτει ανδριάντα του Ιωάννη Μεταξά στην Κηφισιά όπου και καταθέτει στεφάνι (Хронология от Национального аудиовизуального архива Греции).